# Chrysotus nanus
Chrysotus nanus är en tvåvingeart som beskrevs av Octave Parent 1928. Chrysotus nanus ingår i släktet Chrysotus och familjen styltflugor.
Artens utbredningsområde är Costa Rica. Inga underarter finns listade i Catalogue of Life.